# Афінний простір
Афінним простором над полем {\displaystyle \mathbb {K} } називається трійка (A, L, +) що складається з векторного простору L над полем {\displaystyle \mathbb {K} }, множини A, елементи якої називаються точками, та зовнішньої бінарної операції A × L → A: {\displaystyle (a,l)\mapsto a+l}, що задовольняє таким аксіомам:
1. (a + l) + m = a + (l + m), для всіх a ∈ A; l, m ∈ L;
2. a + 0 = a, для всіх a ∈ A;
3. для двох довільних точок a, b ∈ A існує єдиний вектор l ∈ L, такий, що b = a + l.

## Неформальний опис

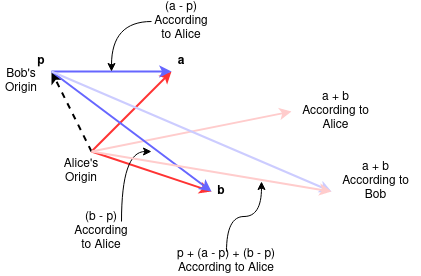
Початки координат згідно з уявленнями Аліси і Боба. Обчислення вектора з точки зору Аліси червоне, а з точки зору Боба синє.

Наступне пояснення може бути зрозумілішим ніж формальне означення: афінний простір це те, що залишилось від векторного простору після того як ми забули де його початок координат. Уявімо, що Аліса знає, що певна точка це справжній початок координат, але Боб вірить, інша точка, нехай це буде p, — це початок координат. Нам треба додати два вектори a і b. Боб накреслює стрілку з точки p до точки a і ще одну стрілку від p до точки b і завершує паралелограм, щоб знайти те, щовін думає буде a + b, але Аліса знає, що насправді він обчислив
p + (a − p) + (b − p).
Подібним чином, Аліса і Боб можуть обчислити будь-яку лінійну комбінацію a і b або будь-якої скінченної множини векторів і зазвичай матимуть відмінні відповіді. Однак, якщо сума коефіцієнтів у лінійній комбінації 1, тоді Аліса і Боб отримають ту саму відповідь.
Якщо Аліса прямує до
λa + (1 − λ)b
тоді Боб може так само дістатись до
p + λ(a − p) + (1 − λ)(b − p) = λa + (1 − λ)b.
За умови, що всі коефіцієнти в сумі дають 1, Аліса і Боб описують ту саму точку за допомогою однакової лінійної комбінації, всупереч використанню різних початків координат.
Хоча лише Аліса знає «лінійну будову», обидва вони знають «афінну будову», тобто значення афінних комбінацій. Множина з афінною будовою це афінний простір.

## Пов'язані визначення
Можливо розглядати довільні лінійні комбінації точок афінного простору.[джерело?]
Однак результат набуває сенсу в таких випадках:[джерело?]
- комбінація — барицентрична (тобто сума її коефіцієнтів дорівнює 1), і тоді вона буде точкою з {\displaystyle A};
- комбінація — сбалансована (тобто сума її коефіцієнтів дорівнює 0), і тоді вона буде вектором з {\displaystyle V}.

Аналогічно до поняття лінійної незалежності векторів вводять поняття афінної незалежності точок афінного простору. А саме, точки {\displaystyle P_{0},P_{1},\ldots ,P_{n}} називають афінно залежними, якщо яку-небудь з них, скажімо, {\displaystyle P_{0}}, можна преставити у вигляді барицентричної комбінації решти точок. У протилежному випадку ці точки називають афінно незалежними.[джерело?]